# Кочбаани
Кочбаани (груз. კოჭბაანი) — село в Грузии. Находится в Сагареджойском муниципалитете края Кахетия. Высота над уровнем моря составляет 960 метров. Население — 132 человек (2014).